# Супермен
Супермен (на английски: Superman) е измислен супергерой от американските комикси на компанията Ди Си Комикс. Създаден от писателя Джери Сийгъл и художника Джо Шустър през 1933 г., и се появява за първи път 1938 г. на страниците на списанието „Екшън комикс“ бр. 1. Дебютът му е последван от моментален успех – участие в различни радио серии, вестникарски колонки, телевизионни програми, кинофилми и видео игри. С помощта на този успех, Супермен изгражда архитипа за супергерой и се утвърждава като една от най-популярните фигури в американската комикс културата. Към персонажът се окачени епитети като: „Голямото синьо момче-скаут“, „Човек от стомана“, „Човек от бъдещето“ и „Последния син на Криптон“.
Персонажът представлява костюмиран борец срещу престъпността и авантюрист, който с помощта на извънземни сили се бори със злото и неправдите в обществото. Произходът на Супермен води към планетата Криптон, където е роден под името Кал-Ел. Миг преди да бъде унищожена планетата, неговият баща ученият Джор-Ел изстрелва невръстния си син с ракета към Земята. Намерено и осиновено от фермерско семейство в Канзас, детето е отгледано с името Кларк Кент и възпитано в здрави морални ценности. Много скоро момчето започва да показва свръхчовешки способности, които до достигане на зрелост се научава да използва за благото на човечеството, пред което се представя като „Супермен“.
Супермен обитава и извършва своите действия в измисления американски град Метрополис. Негово алтер его, служещо за прикритие, е Кларк Кент – обикновен и скучен журналист, работещ за метрополския вестник „Дейли Планет“. Любовният интерес на Супермен се казва Луис Лейн, а основния му враг е суперзлодеят Лекс Лутор. Персонажът често е съюзник на други комикс герои като Батман и Жената-чудо, и е част от екипа супергерои „Лигата на справедливостта“. Подобно на другите действащи лица от вселената на Ди Си, няколко алтернативни версии на Супермен са създадени през годините.
Героят на Сийгъл и Шустър има характерен и легендарен облик: обикновено е облечен в син костюм с емблема на гърдите от червен и жълт цвят, съдържаща английската буква S, заключена в щитообразна форма, и червена пелерина. Емблемата е използвана много в медийното пространство, като символ на персонажа. Супермен е широко определян като една от най-популярните културни икони на Америка. Редица учени, |културни теоретици, коментатори и критици изследват ролята и влиянието на персонажа в Америка и по света. Притежанието на героя е било обект на спорове; Сийгъл и Шустър два пъти водят съдебни процеси, за да си възвърнат правата над персонажа. Супермен е бил адаптиран към различни медийни продукти: кинофилми, телевизионни сериали, видео игри и т.н. Няколко актьора са се превъплъщавали в образа на супергероя: Кърк Алин, Джордж Рийвс, Кристофър Рийв, Дийн Кейн, Том Уелинг, Брандън Раут, Хенри Кавил и Тайлър Хеклин.

## Създаване и концепция
През януари 1933 г. гимназистът от Кливланд Джери Сийгъл написва разказ, илюстриран от неговия приятел и съученик Джо Шустър. Историята е озаглавена „Управлението на Супермен“. Сийгъл публикува разказа на своя сметка във фензин, издаван от фенове на научна фантастика. Главен персонаж в историята е скитник, който придобива огромна физическа сила след експеримент с наркотик. Странникът започва да използва силите си за нечисти цели – забавление и трупане на печалби. Накрая той губи своите нечовешки способности и отново става обикновен човек, засрамен от това, че ще бъде запомнен като злодей. Историята на Сийгъл не се продава добре. Той и Шустър замислят да направят стрип комикс, който да публикуват в самостоятелно издадена книга наречена „Популярни комикси“ (Popular Comics). Двамата мечтаят да станат професионални автори и вярват, че стрип комиксите във вестниците биха им осигурили по-доходоносна и стабилна работа, отколкото евтините списанията. Също така качеството на рисунките е по-ниско, което удовлетворя повече неопитния художник Шустър.
В края на 1933 г. или 1934 г., Сийгъл разработва нов персонаж, също именуван Супермен, но този път героичен, чийто създател чувства, че ще е по-продаваем. Първият прототип на Супермен не е притежавал никакви фантастични сили и е носил обикновени дрехи. Сийгъл и Шустър сравняват тази версия със Слам Брадли – друг комикс персонаж, който двамата създават през 1936 г.
Сийгъл споделя своята идея с Шустър и двамата решават да превърнат замисленото в стрип комикс. Първото издателство, към което се обръщат е „Humor Publishing“ в Чикаго, след като прочитат един от комиксите им за Детектив Дан. Представител на Humor Publishing е трябвало да посети Кливланд по време на бизнес пътуване. Сийгъл и Шустър бързо сглобяват комикс история със заглавие „Суперменът“ и я представят на издателя. Въпреки че Humor проявяват интерес, заглавието е изтеглено преди да се уговори каквато и да е сделка.
Сийгъл смята, че издателите ги отхвърлят, понеже той и Шустър са млади и непознати. Писателят започва да търси доказал се художник на мястото на своя колега. Когато Шустър научава за това той изгаря отхвърления комикс за Супермен, запазвайки само корицата. Ръсел Кийтън, който работи за стрип комикса Бък Роджърс отговаря на молбата на Сийгъл. Преди това писателя се е обърнал към редица бележити художници. В осем прости стрипа Кийтън създава бъдещите основи на персонажа Супермен, водейки се по разработките на Сийгъл: В близкото бъдеще планетата Земя е застрашена да бъде унищожена от „голям катаклизъм“. Последният оцелял човек праща своето дете обратно във времето в 1935 г. Там то е осиновено от Сам и Моли Кент. Момчето притежава суперчовешки сили и непробиваема кожа. Семейство Кент научават детето, чийто дават име Кларк, да използва силите си за добро. Вестниците отхвърлят работата и Кийтън напуска проектът.
Сийгъл и Шустър се събират отново и преосмислят произхода и визията на Супермен. Персонажът се превръща в извънземен от планетата Криптон, облечен в легендарния костюм: трико, символът „S“ на гърдите, къси панталони и пелерина. Създадено е и алтер егото на супергероя Кларк Кент – журналист, който се преструва, че води тих живот, – и неговата колежка Луис Лейн, запленена от смелостта и силата на костюмирания герой, но не предполагаща че Супермен и Кент са един и същи човек.
Авторският тандем влизат професионално в комикс средите през 1935 г., когато създава детективски и приключенски истории за нюйорското издателство за комикси „Нешанъл Елайд Пъбликейшънс“. Въпреки интереса на Нешанъл към Супермен, Сийгъл и Шустър искат да продадат персонажа на вестниците, но всички вестникарски синдикати им отказват. Макс Гейнс, който работи в „Макклюр нюзпейпър синдикейт“, предлага на авторите да представят своята работа на „Детектив комикс“, купил Нешанъл. Сийгъл казва, че тандемът продава правата за персонажа на компанията през март 1938 г. за $130 (десет долара за всяка страница, еквивалентът на $2200, когато е коригиран за инфлацията). Политика на компанията е да купува пълните права върху персонажите, които издава. По това време Сийгъл и Шустър се примирят с това, че Супермен никога няма да постигне успех. Поне с тази сделка героят им най-накрая ще бъде публикуван.

### Влияния
Сийгъл и Шустър четат списания с научнофантастични и приключенски разкази, както и истории, включващи персонажи с необикновени способности – телепатия, ясновидство и други сили, надскачащи човешките възможности. Главно влияние върху авторите оказва писателят Едгър Райс Бъроуз със своя персонаж „Джон Картър от Марс“, който е човек попаднал на планетата Марс, където заради липсата на гравитация получава необикновени способности – може да прави скокове на огромна дистанция – което го прави по-силен от местните жители. В ранните дни на комикса Супермен притежава същите способности. Често се приема, че романа на Фил Уиляй „Гладиатор“, чийто протагонист Хюго Данър – герой надарен със суперсили като тези на Супермен – е вдъхновение за персонажа на Сийгъл и Шустър. Сийгъл отрича това.
Сийгъл и Шустър също така посещават често киното. Шустър базира поведението на Супермен и неговата безразсъдност на американския актьор Дъглас Феърбанкс, който играе в приключенски филми като „Маската на Заро“ и „Робин Худ“. Името на града, в който супергероят извършва своите действия, Метрополис е взето от едноименния филм от 1927 г. на Фриц Ланг. Комиксите за Попай моряка също оказват влияние.
Видът на Кларк Кент е вдъхновен от американския комик Харолд Лойд. Лойд носи очила и играе ролята на галантен мъж, често тормозен от хулигани, който по-късно успява да надхитри своите недоброжелатели. Шустър, който също носи очила и описва себе си като „човек с благ характер“, намира персонажа на Лойд за подходящ. Кент е журналист, понеже Сийгъл си е представял, че след завършването на училище, ще се захване с тази професия. Включването на романтична нишка с Луис Лейн е вдъхновено от болезнения опит на Сийгъл с момичетата.
Двамата автори са колекционирали комикси в тяхната младост. Любими са им били историите за Малкия Немо, създадени от Уинстън Маккей. Шустър споделя за художници, които са повлияли на неговия стил на рисуване: „Алекс Реймънд и Бърни Хогарт бяха мои идоли – също Милт Каниф, Хал Фостър и Рой Крайн“. Той се научава да рисува сам, като стила на комиксите от списанията, които колекционира.
Като момче Шустър също така се интересува и от фитнес култура. Фен е на културисти като Зигмунд Брайберт и Джоузеф Грийнстейн. Той събира фитнес списания и наръчници, като използва фотографиите там за своите рисунки.
Визуалният стил на Супремен е смесица от много вдъхновения. Прилепналия по тялото костюм и гащите са вдъхновени от облеклото на борците, боксьорите и културистите. Шустър първоначално дава сандали, преплетени до глезените, като културистите и класическите герои. Емблемата на гърдите може би е вдъхновена от униформите на отборите по атлетика. Много героични персонажи от евтините списания носят пелерини, особени тези от жанра „слашбъкърс“. Физическото присъствие на Супремен е базирано на известния плувец и киноактьор Джони Вайсмюлер. Чувстват се различни влияния относно външния вид на супрегероя и от комикс пресонажа Дик Трейси и работите на Рой Крайн.
Думата „супермен“ е била често използвана в 20-те и 30-те години на миналия век за да се описва мъж с големи заложби, особено атлети и политици. Често епитетът намира място и в историите в списанията, като например „Супер човекът на Д-р Джукс“ на Док Савидж. Не е ясно дали Сийгъл и Шустър са конкретно повлияни от концепцията на немския философ Фридрих Ницше за „свръхчовекът“. Двамата никога не са изяснявали този въпрос.

## Комикс

### Комикс списания
От 1938 г. историите за Супермен са публикувани постоянно в периодични комикс издания на Ди Си Комикс. Първото и най-старо издания от тях е Екшън комикс, който започва да излиза от април 1938 г. Екшън комикс първоначално е списание антология, но постепенно става отдадено само на историите за Супермен. Второто най-стара периодика от този тип е Супермен, която започва от юни 1939 г. Екшън комикс и Супермен излизат без прекъсвания (като изключим промяната на заглавия и схема на номериране). Редица краткотрайни заглавия свързани със супергероя са публикувани през годината. Супермен е част от Вселената на Ди Си, която е вселена населявана от супергерои, притежавана от компанията Ди Си. Човекът-стомана често се появява в истории рамо до рамо с други известни комикс персонажи като Батман, Жената-чудо и други.
Под името Супермен са продадени повече комикси отколкото всеки друг американски супергерой. Точните цифри на продажба от ранните десетилетия на Супермен са трудни за намирани, поради политиката на Ди Си по онова време, споделяна и от другите компании, да се скриват данните с цел да се избегне конкуренцията. Но върхът на продажби за Екшън комикс и Супермен вероятно достига през средата на 40-те и след това постепенно спада като част от общата тенденция в продажбите на комикс продукти. Официалните данни за печалба стават публично достояние през 1960 г. и показват, че Супермен е най-продавания комикс персонаж за 60-те. Продажбите се покачват отново през 1987 г. Супермен № 75 (ноември 1992) продава над 23 милиона копия, което е най-продаваното копие на комикс книга за всички времена. Книгата привлича публика благодарение на медийния шум около предполагаемата смърт на героя в този брой. Спад в продажбите започват веднага след сензационното издание. През март 2018 г. Екшън комикс продава само 51 534 копия, което е нормално за заглавия със супергерои (за сравнение „Невероятният Спайдър-мен № 797“ продава само 128 189 копия). Комиксите днес се счита за нисша от франчайза Супермен, която привлича малък кръг от читатели. Въпреки че продуктът остава влиятелен като креативен двигател за кинофилми и телевизионни шоута. Комикс историите могат да се произвеждат бързо и евтино, което ги прави идеална среда за експериментиране.
Докато комиксите през 50-те са четени от деца, от 90-те средният техен читател става възрастния. Главна причина за тази промяна е решението на Ди Си от 70-те да продават продуктите си в специализирани магазини, вместо традиционните търговски обекти като супермаркети, будки за вестници и т.н. Този модел на продажба се нарича „директно разпространение“. Това прави комиксите по-малко достъпни за деца.

### Комикс стрипове
Комикс стриповете за Суперен започват да се публикуват всеки делник във вестници, издавани от синдиката „Макклюр“, от януари 1939 г. Цветната неделна версия се включва ноември същата година. Джери Сийгъл пише повече от стриповете преди да бъде зачислен редовна военна служба през 1943 г. Неделните стрипове са разделени с продължения до следващата неделна версия. Това се случва предполагаемо защото неделните комикси се писани от призрачни писатели. До 1941 г. вестник стриповете имат читатели от 20 милиона души. Джо Шустър рисува ранните стрипове, след това предава четката на Уейн Боринг. От 1949 г. до 1956 г. художник е Вин Мортимър. Стрипът приключва май 1966 г., но е подновен от 1977 г. до 1983 г. за да популяризира серията от филми на Уорнър Брадърс.

### Редактори
Първоначално на Сийгъл му е разрешено да пише за Суперме както намери за добре, защото никой не е очаквал успеха и бързото разрастване на френчайза. Но скоро работите на Сийгъл и Шустър са поставени под внимателно наблюдание с цел да не се създават проблеми с цензората. Сийгъл е притиснат да намали насилието и социалните теми, характерна чарта на ранните му истории. Наетият през 1940 г. редактор Уитни Елсуорт заповядва Супермен да не убива хора. Проявата на сексуалност е забранена. За колоритните и причудливи злодеи като Ултра-Хюменити и Човекът играчка е посъветвано да бъдат по-отбрани, за да не будят кошмари у децата.
Морт Вайзингер е редактор на комиксите за Супермен от 1941 г. до 1970 г., като за кратко прекъсва поста си заради служение в армията. Сийгъл и неговите колеги писатели разработват по-ясна митология на персонажа, но когато заглавията за Супермен се увеличават и колегията от писатели нарастват, Вайзингер насажда по-строга дисциплина на креативния екип. Редакторът определя идеите за сюжета, логичната връзка в суперсилите на героя, неговият произход, места на развития и взаимотношения с останалите поддържащи персонажи, които непрекъснато нарастват и се развиват – всичко се планира внимателно от Вайзингер. По време на тази епоха са представени персонажи като злодея Бизаро и супергероинята Супергърл; въведени са елементи, най-значими от тях – затвора „Зона фантом“ и крепостта „Крепост на уединението“. Изгредени са алтернативна версия на криптонита, роботи двойници на Супермен, както и суперкучето Крипто е представено на читателите. Сложно изградената вселена на Вайзингер привлича нови читатели, но отблъсква старите. Редакторът предпочита олекотените сюжети, отколкото драматичните такива, и пропуска сериозни теми като войната във Виатнам и американското движение за права на чернокожите, понеже се опасява, че неговата дясна политика би отблъснала читателите с леви виждания. През 1958 г. Вайзингер въвежда колоните с писма от читатели, за да подкрепи обратната връзка с читателите и да ги направи по-близки до продуктът.
Вайзингер се пенсионира през 1970 г. и Юлиус Шварц поема поста. По мнението на новия редактор Вайзингър е изгубил контакт с по-младите читатели. Шварц променя Супермен, като премахва някои прекалено използвани сюжетни линии като криптонита и роботите двойници; прави Кларк Кент постоянен журналист в телевизията. Редакторът също така намалява силите на Супермен до нивото, което са били по времето на Сийгъл. Тези промени в крайна сметка ще бъдат отменени от по-късните писатели. Шварц позволява издаването на истории със сериозен драматичен сюжет, като например „За мъжът, който имаше всичко“ (Superman Annual #11). Там злодеят Мънгъл измъчва Супермен с излюзията за щастливо семейство на кипящата от живот Криптон.
През 1996 г. Карлин е повишен в изпълнителен редактор за книгите от Вселената на ДиСи и заема тази позиция до 2002 г. К. С. Карсън  поема поста на редактор на всички заглавия със Супермен от 2002 г.
Автентичен стил
През късните десетилетия от комиксите за Супермен, се очаквало от художниците да се придържат към определен стил наречен „хаус“ (от английското house – къща). Джо Шустър определя този стил през 40-те години. След като Шустър напуска „Нешънъл“, Уейн Боринг наследява мястото на главния художник за комиксите за Супермен. Той прави промени по изображението на супергероя – прави го по-висок и с повече детайли по вида и облеклото му. Около средата на 50-те Кърт Суон наследява Боринг. През 80-те художественият стил на комиксите става изключително разнообразен и така наречения „хаус“ се изгубва и в комиксите на Супермен не се забелязва вече и една черта от него.